# 刘慧晏
刘慧晏（1964年6月—），男，汉族，山东招远人，中华人民共和国政治人物。山东农学院植物保护系毕业，华东师范大学自然辩证法自然科学史研究所自然辩证法专业硕士、山东大学文学院中国古代文学专业在职博士学位。

## 生平
1980年9月，在山东农学院植物保护系学习。1984年7月，在华东师范大学自然辩证法自然科学史研究所自然辩证法专业研究生学习，获哲学硕士学位。1987年4月加入中国共产党。1987年7月参加工作，任青岛大学文学院社会学系教师。1992年6月，任青岛大学文学院社会学系讲师。1994年10月，任青岛大学文学院社会学系副教授。1994年12月，任青岛大学团委副书记。1996年6月，任青岛大学团委书记。1998年4月，任共青团青岛市委书记(其间：1995年9月-1998年6月，在山东大学文学院中国古代文学专业在职研究生学习，获文学博士学位)。2001年1月，任共青团山东省委书记。
2002年6月，任中共淄博市委副书记、市长(其间：2006年3月-2007年1月，在中共中央党校一年制中青年干部培训班学习)。2007年2月，任中共淄博市委书记兼市委党校校长。2007年3月，任中共淄博市委书记、市人大常委会主任兼市委党校校长。
2012年8月，任云南省人民政府副省长、党组成员。2016年12月，任中共云南省委常委。2017年3月，兼任省委秘书长、省直机关工委书记。2020年11月，调任中共辽宁省委常委、省委宣传部部长。2024年1月，当选为辽宁省人大常委会副主任。2024年9月2日，不再兼任中共辽宁省委宣传部部长。